# Nīvesht
Nīvesht (persiska: نيوشت) är en ort i Iran.   Den ligger i provinsen Markazi, i den nordvästra delen av landet, 130 km sydväst om huvudstaden Teheran. Nīvesht ligger 1 732 meter över havet och antalet invånare är 201.
Terrängen runt Nīvesht är bergig, och sluttar söderut.Runt Nīvesht är det ganska glesbefolkat, med 27 invånare per kvadratkilometer. Närmaste större samhälle är Sheqānlīq, 15,2 km sydost om Nīvesht. Omgivningarna runt Nīvesht är i huvudsak ett öppet busklandskap.